# Sénateurs désignés par la Junte générale de la principauté des Asturies
Les sénateurs désignés par la Junte générale de la principauté des Asturies représentent les Asturies au Sénat espagnol.

## Normes et désignation
La faculté pour chaque communauté autonome de désigner un ou plusieurs sénateurs au Sénat, conçu comme une chambre de représentation territoriale, est énoncée à l'article 69, alinéa 5, de la Constitution espagnole de 1978. La désignation est régie par l'article 24 du statut d'autonomie des Asturies ainsi que par la loi asturienne 4/1983 portant désignation des sénateurs représentant les Asturies et le règlement de la Junte générale,.
Tout citoyen jouissant de ses droits civils et politiques et ayant la qualité d'asturien peut être désigné sénateur. Après la tenue des élections à la Junte générale de la principauté des Asturies et la constitution de la Junte, le bureau détermine le nombre de sénateurs à désigner en tenant compte du nombre de votants lors des dernières élections sénatoriales. Les sièges de sénateurs sont alors assignés à chaque groupe parlementaire en fonction de leur importance numérique et suivant la loi d'Hondt. En cas d'égalité dans la répartition, le siège est attribué au parti ayant eu le plus de voix lors des élections à la Junte générale. Une fois la répartition des sièges effectuée entre les groupes parlementaires, ceux-ci doivent proposer leurs listes de candidats dans le délai imparti par la présidence de la Junte générale. En cas de vacance, le groupe dont est issu le sénateur démissionnaire est chargé de proposer un nouveau candidat.
La dissolution de la Junte générale met fin au mandat des sénateurs désignés, ceux-ci restent néanmoins en poste jusqu'à la désignation des nouveaux sénateurs. En cas de dissolution du Sénat, les sénateurs désignés restent en place sans nécessité d'un nouveau vote.

## Synthèse
| AP    |       | 1 | 1 |   |   |   |   |   |   |   |   |   |   |  |  |  |
| PSOE  |       | 1 | 1 | 1 | 1 | 1 | 1 | 1 | 1 |   | 1 | 2 | 1 |  |  |  |
| PP    |       |   |   | 1 | 1 | 1 | 1 | 1 |   |   | 1 |   | 1 |  |  |  |
| FAC   |       |   |   |   |   |   |   |   | 1 | 1 |   |   |   |  |  |  |
| IU    |       |   |   |   |   |   |   |   |   | 1 |   |   |   |  |  |  |
|       |       |   |   |   |   |   |   |   |   |   |   |   |   |  |  |  |
| Total | Total | 2 | 2 | 2 | 2 | 2 | 2 | 2 | 2 | 2 | 2 | 2 | 2 |  |  |  |

## Législatures

### Ire
| Parti | Parti | Sénateurs désignés      |
| ----- | ----- | ----------------------- |
| PSOE  |       | Pablo García Fernández  |
| AP    |       | Isidro Fernández Rozada |

- Désignation : 30 septembre 1983.

### IIe
| Parti | Parti | Sénateurs désignés      |
| ----- | ----- | ----------------------- |
| PSOE  |       | Pablo García Fernández  |
| AP    |       | Isidro Fernández Rozada |

- Désignation : 29 juillet 1987.

### IIIe
| Parti | Parti | Sénateurs désignés      |
| ----- | ----- | ----------------------- |
| PSOE  |       | Pablo García Fernández  |
| PP    |       | Isidro Fernández Rozada |

- Désignation : 19 juillet 1991.

### IVe
| Parti | Parti | Sénateurs désignés      |
| ----- | ----- | ----------------------- |
| PSOE  |       | Pablo García Fernández  |
| PP    |       | Isidro Fernández Rozada |

- Désignation : 25 juillet 1995.

### Ve
| Parti | Parti | Sénateurs désignés         |
| ----- | ----- | -------------------------- |
| PSOE  |       | José Ángel Fernández Villa |
| PP    |       | Ovidio Sánchez Díaz        |

- Désignation : 30 juillet 1999.

### VIe
| Parti | Parti | Sénateurs désignés         |
| ----- | ----- | -------------------------- |
| PSOE  |       | Javier Fernández Fernández |
| PP    |       | Ovidio Sánchez Díaz        |

- Désignation : 10 juillet 2003.

### VIIe
| Parti | Parti | Sénateurs désignés         |
| ----- | ----- | -------------------------- |
| PSOE  |       | Javier Fernández Fernández |
| PP    |       | Ovidio Sánchez Díaz        |

- Désignation : 18 juillet 2007.

### VIIIe
| Parti | Parti | Sénateurs désignés             |
| ----- | ----- | ------------------------------ |
| PSOE  |       | Javier Fernández Fernández     |
| FAC   |       | Isidro Manuel Martínez Oblanca |

- Désignation : 20 juillet 2011.

### IXe
| Parti | Parti | Sénateurs désignés               |
| ----- | ----- | -------------------------------- |
| IU    |       | Jesús Enrique Iglesias Fernández |
| FAC   |       | Isidro Manuel Martínez Oblanca   |

- Désignation : 29 juin 2012.

### Xe
| Parti | Parti | Sénateurs désignés        |
| ----- | ----- | ------------------------- |
| PSOE  |       | María Luisa Carcedo Roces |
| PP    |       | Fernando Goñi Merino      |

- Désignation : 25 septembre 2015.
- María Luisa Carcedo (PSOE) est remplacée en juillet 2018 par María Fernández Álvarez.
  - María Fernández (PSOE) étant élue au Sénat lors des élections générales d'avril 2019, elle laisse son mandat de sénatrice désignée qui n'est pas pourvu.

### XIe
| Parti | Parti                       | Sénateurs désignés           | Voix |
| ----- | --------------------------- | ---------------------------- | ---- |
| PSOE  |                             | María Jesús Álvarez González | 20   |
| PSOE  | María Mercedes Otero García |                              | 20   |

- Désignation : 28 novembre 2019.

### XIIe
| Parti | Parti | Sénateurs désignés             | Voix |
| ----- | ----- | ------------------------------ | ---- |
| PSOE  |       | Enrique Fernández Rodríguez    | 19   |
| PP    |       | José Manuel Rodríguez González | 17   |

- Désignation : 14 septembre 2023.
- Enrique Fernández (PSOE) est remplacé le 21 février 2024 par Melania Álvarez García.